# Wilhelm Lamszus
Wilhelm Lamszus (Hamburg-Altona, 13 juli 1881 - Hamburg, 18 januari 1965) was een Duits leraar en schrijver. Hij schreef in 1912 het jeugdboek Das Menschenschlachthaus, dat een toekomstige oorlog als thema heeft. De overweldigende vernietigende kracht en brutaliteit van oorlog wordt er op een niet-heroïserende wijze in beschreven. Lamszus confronteert de lezer met een radicale demontage van heldenbeelden, zoals deze in die tijd algemeen geaccepteerd werden. Zijn hoofdrolspeler richt zich tegen de oorlog. Zijn boek Das Menschenschlachthaus bracht een schandaal teweeg. Het boek lijkt vooruit te lopen op de Eerste Wereldoorlog. In 1915, tijdens die oorlog, werd het boek verboden. In 1919 publiceerde Lamszus het boek opnieuw, samen met zijn nieuwe boek Das Irrenhaus, waarin Carl von Ossietzky het voorwoord schreef. Das Irrenhaus beleefde in korte tijd (enige maanden) 70 nieuwe drukken.
Lamszus was aanvankelijk sociaaldemocraat en van 1919 tot 1927 lid van de Communistische Partij van Duitsland (KPD). Artikelen van Lamszus verschenen ook in anarchistisch geïnspireerde tijdschriften (zoals in "Die schwarzen Hefte", "Der Pionier"). Hij publiceerde enige pedagogische artikelen, die in gingen tegen de wilhelminische dril in het toenmalige onderwijs en legde nadruk op ontplooiing van en ruimte voor de fantasie van het kind. Zo werkte Lamszus ook als leraar aan de experimentele gemeenschapsschool in Tiloh bij Hamburg-Barmbeck. Wilhelm Lamszus werd na de machtsovername door de Nazi's op non-actief gesteld en kreeg een schrijfverbod opgelegd. Auteur Lamszus had evenwel zijn reputatie gevestigd. Critici beschouwen zijn Das Menschenschlachthaus als voorloper van Im Westen nichts Neues van Erich Maria Remarque.
In 1960 verleende de Humboldtuniversiteit in het toenmalige Oost-Berlijn een eredoctoraat aan Lamszus wegens zijn bijdrage aan de pedagogiek. 
- Bibliothèque nationale de France: cb17106778m (data)
- CiNii: DA15436826
- Gemeinsame Normdatei: 118569023
- International Standard Name Identifier: 0000 0000 8394 7398
- Library of Congress Control Number: no94027378
- Bibliotheek van het Japanse parlement: 00479012
- Nationale Bibliotheek van Tsjechië: skuk0003601
- Nationale Bibliotheek van Israël: 987007295041205171
- Nederlandse Thesaurus van Auteursnamen: 175822794
- Système universitaire de documentation: 120999935
- Virtual International Authority File: 74645035
- WorldCat: E39PBJwtrTRq6bCydh9VH6YwYP